# Greatest Hits (album de Queen)
Greatest Hits este un album compilație al trupei britanice de rock Queen . Albumul lansat pe 2 noiembrie 1981 este cel mai bine vândut album Queen la nivel global și cel mai bine vândut album britanic al tuturor timpurilor . Împreună cu Greatest Hits II a devenit compilația completă a formației . Varianta britanică a albumului cu 17 melodii a fost lansată în SUA doar în 2004 cu câteva cântece bonus sub numele de Greatest Hits: We Will Rock You Edition . 

## Tracklist
1. "Bohemian Rhapsody" ( Freddie Mercury ) (5:55)
2. "Another One Bites The Dust" ( John Deacon ) (3:36)
3. "Killer Queen" ( Mercury ) (2:57)
4. "Fat Bottomed Girls" ( Brian May ) (3:16)
5. "Bicycle Race" ( Mercury ) (3:01)
6. "You're My Best Friend" ( Deacon ) (2:52)
7. "Don't Stop Me Now" ( Mercury ) (3:29)
8. "Save Me" ( May ) (3:48)
9. "Crazy Little Thing Called Love" ( Mercury ) (2:42)
10. "Somebody to Love" ( Mercury ) (4:56)
11. "Now I'm Here" ( May ) (4:10)
12. "Good Old-Fashioned Lover Boy" ( Mercury ) (2:54)
13. "Play The Game" ( Mercury ) (3:33)
14. "Flash" ( May ) (2:48)
15. "Seven Seas of Rhye" ( Mercury ) (2:47)
16. "We Will Rock You" ( May ) (2:01)
17. "We Are The Champions" ( Mercury ) (2:59)

## Componență
- Freddie Mercury - voce , claviaturi
- Brian May - chitară , voce
- Roger Taylor - tobe , voce
- John Deacon - bas